# Niceta di Costantinopoli
Niceta (in greco Νικήτας?; ... – 6 febbraio 780) è stato patriarca di Costantinopoli dal 766 al 780.

## Biografia
Era un eunuco di origini slave, che secondo Giovanni Zonara viveva nei quartieri delle donne ed era analfabeta. Prima di diventare patriarca, fu prete alla Chiesa dei Santi Apostoli e archon dei monasteri, cioè il rappresentante del patriarca negli affari monastici.
Il 16 novembre 766 fu nominato patriarca di Costantinopoli. Presiedette al processo indetto contro il suo predecessore Costantino, accusato di essere coinvolto in una congiura contro l'Imperatore Costantino V, anatemizzandolo il 6 ottobre 767.
Durante il suo mandato, nella settima indizione (anno 768/769) restaurò numerose chiese, ma rimosse anche diversi mosaici raffiguranti Cristo e i Santi da esse, in linea con la politica iconoclasta dell'Imperatore.
Perì il 6 febbraio 780, dopo quattordici anni di patriarcato, e fu anatemizzato nel 787 dal Concilio di Nicea II che condannò l'iconoclastia.